# Бельгард, Александр Люцианович
Александр Люцианович Бельгард (4 октября 1902, Ландварово, Российская Империя — 1992, Днепропетровск, Украина) — советский учёный, специалист по экологии, геоботанике, степному лесоразведению, доктор биологических наук, доктор сельскохозяйственных наук, профессор Днепропетровского государственного университета. Основал кафедру геоботаники, почвоведения и экологии ДГУ, под его руководством созданы постоянно действующая Комплексная экспедиция ДГУ по изучению лесов степной зоны и Присамарский биосферный стационар ДГУ. Автор учения о лесах степной зоны, с 1971 года разработанная им дисциплина «Степное лесоведение» вошла в программу многих вузов СССР.

## Биография
Александр Люцианович Бельгард родился 4 октября 1902 года в посёлке Ландварово Виленской губернии России (ныне Лентварис, Литва, Тракайский район). Отец его был рабочим, мастером на проволочно-гвоздильном заводе.
В 1915 году в связи с наступлением германских войск завод был эвакуирован в Екатеринослав), и семья Бельгардов переехала с заводом.
В 1920 году Александр Люцианович окончил школу, а в 1921 году — краткосрочные лесные курсы. После курсов участвовал в работах по регистрации и устройству лесного фонда.
В 1927 году окончил биологический факультет Днепропетровского института народного образования (ныне Днепропетровский национальный университет) и продолжил учёбу в аспирантуре Украинского института прикладной ботаники. В аспирантуре А. Л. Бельгард специализировался на лесной геоботанике, его научным руководителем стал Г. Н. Высоцкий. Одновременно в 1927—1930 годах А. Л. Бельгард преподавал биологические дисциплины в вечерней профессионально-технической школе при заводе им. Петровского. После аспирантуры получил должность ассистента в Институте социального воспитания, а затем доцента в Институте профессионального образования, одновременно преподавал ботанику в Днепропетровской высшей сельскохозяйственной школе.
В 1932 году организовал биологическую станцию на берегу реки Самары, в селе Андреевка Новомосковского района. Здесь были начаты исследования Самарского бора и других лесов Присамарья, продолжающиеся до настоящего времени; впоследствии биостанция стала международным биосферным стационаром Комплексной экспедиции Днепропетровского университета. В 1933 году стал заведующим кафедрой геоботаники и высших растений Днепропетровского государственного университета, в 1934 году утверждён в учёном звании доцента. В 1935—1936 годах был исполняющим обязанности декана биологического факультета. В 1937 году защитил диссертацию «Геоботанический очерк Новомосковского бора» и ему была присуждена учёная степень кандидата биологических наук.
С августа 1941 по апрель 1944 года А. Л. Бельгард вместе с коллективом биологического факультета находился в эвакуации в станице Ильинской Краснодарского края, здесь он преподавал биологию в средней школе. Вернувшись из эвакуации, Александр Люцианович продолжил работать заведующим кафедрой геоботаники, а с осени 1944 года работал по совместительству в Днепропетровском ботсаду. В 1947—1949 годах снова исполнял обязанности декана биофака.
25 декабря 1947 года А. Л. Бельгард защитил докторскую диссертацию, а в декабре 1948 года ему были присуждены учёная степень доктора биологических наук и учёное звание профессора.
В 1949 году А. Л. Бельгард организовал Комплексную экспедицию ДГУ, занимающуюся исследованиями естественных и искусственных лесов степной зоны, экспедиция проводит исследования на большой территории — от Приазовья до Молдавии.

## Вклад в науку
Александр Люцианович Бельгард известен как учёный, сделавший большой вклад в теорию лесоразведения, его называют создателем нового учения — «Степное лесоведение». Эта разработка явилась обобщением многолетних исследований, проводимых Комплексной экспедицией и Присамарским биосферным стационаром. После выхода в свет в 1971 году монографии «Степное лесоведение», одноимённый курс был введён в ряде вузов СССР, таких, как Днепропетровский, Куйбышевский, Якутский университеты и другие.
Научные разработки учёного послужили основой для дальнейшего развития степного лесоведения, геоботаники и биогеоценологии леса. Он разработал типологию искусственных лесов степи, основанную на трёх факторах — типе лесорастительных условий, типе экологической структуры и типе древостоя. Эта система типологии лесов используется на практике при лесоразведении в степной зоне Украины. Одним из наиболее важных открытий А. Л. Бельгарда называют предложенный им метод экологического анализа растительного покрова, основанный на разработанной им же схеме жизненных форм — экоморф. Идеи А. Л. Бельгарда успешно развивают его последователи и ученики — Я. П. Дидух, П. Г. Плюта, А. П. Травлеев.

## Память
В 2002 году биостанции ДНУ, находящейся в селе Андреевка Новомосковского района Днепропетровской области присвоено название «Присамарский биосферный стационар ДНУ им. А. Л. Бельгарда» (с 2010 года — международный Научно-учебный центр «Присамарский биосферный биогеоценологический стационар им. А. Л. Бельгарда»).